# Governo Regional do Curdistão

Armas GRC

O Governo Regional do Curdistão (GRC; em curdo: حکومەتی هەرێمی کوردستان, Hikûmetî Herêmî Kurdistan; em árabe: حكومة إقليم كردستان, Hukũmah Iqlīm Kūrdistān) é a entidade política responsável pela administração do Curdistão iraquiano, uma região federal localizada no norte do Iraque.

## História
O Governo Regional foi formado em 1992 pela Assembleia Nacional, o primeiro parlamento democraticamente eleito no Curdistão (e no Iraque).

## Estrutura
O Governo Regional é composto por um legislativo unicameral com 111 membros, chamado de Assembleia Nacional do Curdistão, e pela Presidência Regional.
A estrutura de governo é composta por um presidente, eleito diretamente pelo povo, sendo o principal responsável pela chefia do Poder Executivo, e um primeiro-ministro, escolhido pela assembleia nacional, que exerce a chefia do Poder Legislativo, além de compartilhar com o presidente alguns poderes do Executivo. O presidente do Curdistão é também o comandante das Forças Armadas Peshmerga.
Há também diversos ministérios, como o da Saúde, Educação e o Ministério do Planejamento.